# Мальцевский сельсовет (Курганская область)
Мальцевский сельсовет — упразднённые административно-территориальная единица и сельское поселение в Шадринском районе Курганской области Российской Федерации.
Административный центр — село Мальцево.
С 23 декабря 2021 года Законом Курганской области от 10.12.2021 № 140 муниципальный район был преобразован в муниципальный округ, в административном районе упразднён сельсовет.

## История
Статус и границы сельского поселения установлены Законом Курганской области от 4 ноября 2004 года № 743 «Об установлении границ муниципального образования Мальцевского сельсовета, входящего в состав муниципального образования Шадринского района».

## Население
| 1989 | 2002 | 2004 | 2010 | 2012 | 2013 | 2014 |
| ---- | ---- | ---- | ---- | ---- | ---- | ---- |
| 1082 | ↘975 | ↘951 | ↘907 | ↗921 | ↘911 | ↘909 |
| 2015 | 2016 | 2017 | 2018 | 2019 | 2020 |      |
| ↘902 | ↗918 | ↘912 | ↘891 | ↘884 | ↗895 |      |

## Состав сельского поселения
| № | Населённый пункт | Тип населённого пункта       | Население |
| - | ---------------- | ---------------------------- | --------- |
| 1 | Дрянново         | деревня                      | ↘207      |
| 2 | Мальцево         | село, административный центр | ↘700      |